# Чеперник
Чеперник или Чоперник (на македонска литературна норма: Чеперник) е бивше село в източната част на Северна Македония, днес на територията на община Кочани.

## География
Селото се е намирало високо в Осоговската планина, северно от Небояни.

## История
В края на XIX век Чоперник е чисто българско село в Кочанска кааза на Османската империя. Според статистиката на Васил Кънчов („Македония. Етнография и статистика“) от 1900 година селото има 16 жители, всички българи християни.
В началото на XX век населението на Радковица е под върховенството на Българската екзархия. По данни на секретаря на Екзархията Димитър Мишев („La Macédoine et sa Population Chrétienne“) в 1905 година в Чиперник (Tchipernik) има 8 българи екзархисти.
При избухването на Балканската война в 1912 година 1 човек от Чоперник е доброволец в Македоно-одринското опълчение.

## Личности
Родени в Чеперник
- Петър Радков Малинов (1890 – ?), македоно-одрински опълченец, 4 рота на 2 скопска дружина, „За храброст“ IV степен[4] Носител на орден „За храброст“ III степен от Първата световна война.[5]
- Стоян Малинов (1869 – 1959), български революционер от ВМОРО и ВМРО